# Simiscincus aurantiacus
Simiscincus aurantiacus är en ödleart som beskrevs av  Ross A. Sadlier och BAUER 1997. Simiscincus aurantiacus ingår i släktet Simiscincus och familjen skinkar. IUCN kategoriserar arten globalt som sårbar. Inga underarter finns listade i Catalogue of Life.